# Ferdinand Vrangel
Ferdinand Petrovič Vrangel (rusko Барон Фердина́нд Петро́вич Вра́нгель ali baron Ferdinand Friedrich Georg Ludwig von Wrangel), ruski mornariški častnik. * 9. januar 1797, Pskov, † 6. junij 1870, Derpt. 
Bil je admiral Ruske imperialne mornarice. Spadal je v skupino Baltskih Nemcev, ki so bili ključni za pomorsko raziskovanje Ruskega imperija. Bil je guverner Ruske Amerike in direktor Rusko-ameriške družbe, polarni raziskovalec in minister za vojno mornarico.

## Življenjepis
Ferdinand Vrangel se je rodil 9. januarja 1797 v Pskovu. Leta 1807 se je vpisal na Mornariški kadetni korpus in leta 1812 je postal častnik. Nekaj časa je služil v Revlu.
V letih 1817–1819 se je kot častnik udeležil odprave Vasilija Golovnina okrog sveta na šalupi Kamčatka. Za svojo udeležbo na odpravi je bil nagrajen z redom svete Ane 3. razreda.
V letih 1820–1824 se je s činom poročnika udeležil odprave, namenjene raziskovanju severovzhodne obale Sibirije. Iz obale Čukotskega morja se je s pasjimi vpregami je prepotoval okrog 200 km v notranjost na območju, poseljenem z Jakuti. Za odpravo je bil nagrajen z redom svetega Vladimirja 4. razreda in bil povišan. Med letoma 1825 in 1827 je poveljeval vojaški transportni ladji Krotki na odpravi okrog sveta, za kar je bil nagrajen z redom svete Ane 2. razreda in bil povišan v kapitana 2. stopnje. Postal je tudi dopisni član Imperialne akademije znanosti.
Med letoma 1828 in 1829 je poveljeval fregati Jelisaveta, leta 1829 pa je povišan v kapitana 1. stopnje in postane guverner Ruske Amerike, kar je ostal do leta 1835. Med svojim stažem je osebno nadzoroval celotno zahodno obalo Severne Amerike od Beringovega preliva do Kalifornije in odprl magnetni meteorološki observatorij v Novo-Arhangelsku (sodobno Sitka). Vpeljal je kulturo gojenja krompirja, odprl in reguliral je delovanje več rudnikov in od domače vlade zahteval ustanovitev družbe za trgovanje s kožami. Zgradil je tudi več cest, mostov in vladnih stavb ter podpiral investicije in misijonarje.
Leta 1836 je postal kontraadmiral, leta 1847 pa viceadmiral. Dve leti pozneje je izstopil iz vojske in prevzel vodenje novoustanovljene Rusko-ameriške družbe. Leta 1854 se je vrnil v vojno mornarico in v letih 1855–1857 je zasedal mesto ministra za vojno mornarico. Leta 1856 je postal admiral.
Vrangel se je upokojil leta 1864. Nasprotoval je prodaji Ruske Amerike leta 1867. Zadnja leta je živel v Roeli.

## Spomin
Po Vranglu je poimenovan Vranglov otok in še en otok z istim imenom pred Aljasko. Njegovo ime nosijo še mesto, kanal, rt, vulkan, gora in narodni park.